# 黄镛 (南宋)
黄镛（?—?），字器之，兴化（今福建莆田）人。南宋政治人物，宋恭帝时参知政事。
寶祐元年（1253年），以明經入太學。當時丞相丁大全當權，陷害忠良，與陈宜中、林則祖、陳宗、曾唯、劉黼等六人上书参劾丁大全奸邪误国，被削去学籍，时称六君子。宋恭帝德祐元年（1275年），朝廷任命黄镛为同知枢密院事兼权参知政事，成为执政。德祐二年（1276年），正任参知政事。当时元朝军队攻破临安府，太皇太后谢道清和宋恭帝归降元朝，黄镛不知去向。